# Лыткин, Антонин Сергеевич
Антонин Сергеевич Лыткин (7 [19] июня 1841, Петергоф, Санкт-Петербургская губерния — 20 июля [2 августа] 1901, Петергоф, Санкт-Петербургская губерния) — русский архитектор и акварелист. Автор ряда зданий в Санкт-Петербурге.

## Биография
Родился 7 (19) июня 1841 года в Петергофе. Первоначальное образование получил в петербургской 2-й гимназии, после окончания которой в 1860 году поступил Академию художеств. В 1866 году получил малую серебряную медаль за проект «народного театра на 2000 человек» и тогда же окончил курс наук. В 1869 году получил звание неклассного художника, в 1870 — классного художника 3-й степени, за программу «Приют для малолетних детей обоего пола»; в 1873 —классного художника 2-й степени, за «проект гостиницы для приезжающих в столице». 
После окончания обучения в Академии поступил помощником к архитектору Н. Л. Бенуа, под руководством которого работал в продолжении 8 лет. Работал в строительном отделении Петербургского губернского правления (с 1871), в ТСК МВД (1875—1888). В 1891 году по рекомендации Н. Л. Бенуа был принят на службу в петербургскую городскую управу, а в 1892 году получил должность городского архитектора. Ревизор-техник контроля министерства императорского двора (1894—1901). 
Действительный член Петербургского общества архитекторов (с 1878) и Общества русских акварелистов. Кроме занятий по архитектуре, Лыткин был известен как хороший акварелист. Многие из его акварелей были приобретены на выставках особами царской фамилии и особенно ценились в Берлине, где находили хороший сбыт.
Скончался 20 июля (2 августа) 1901 года в Петергофе, похоронен на Свято-Троицком кладбище в Петергофе.

## Проекты и постройки

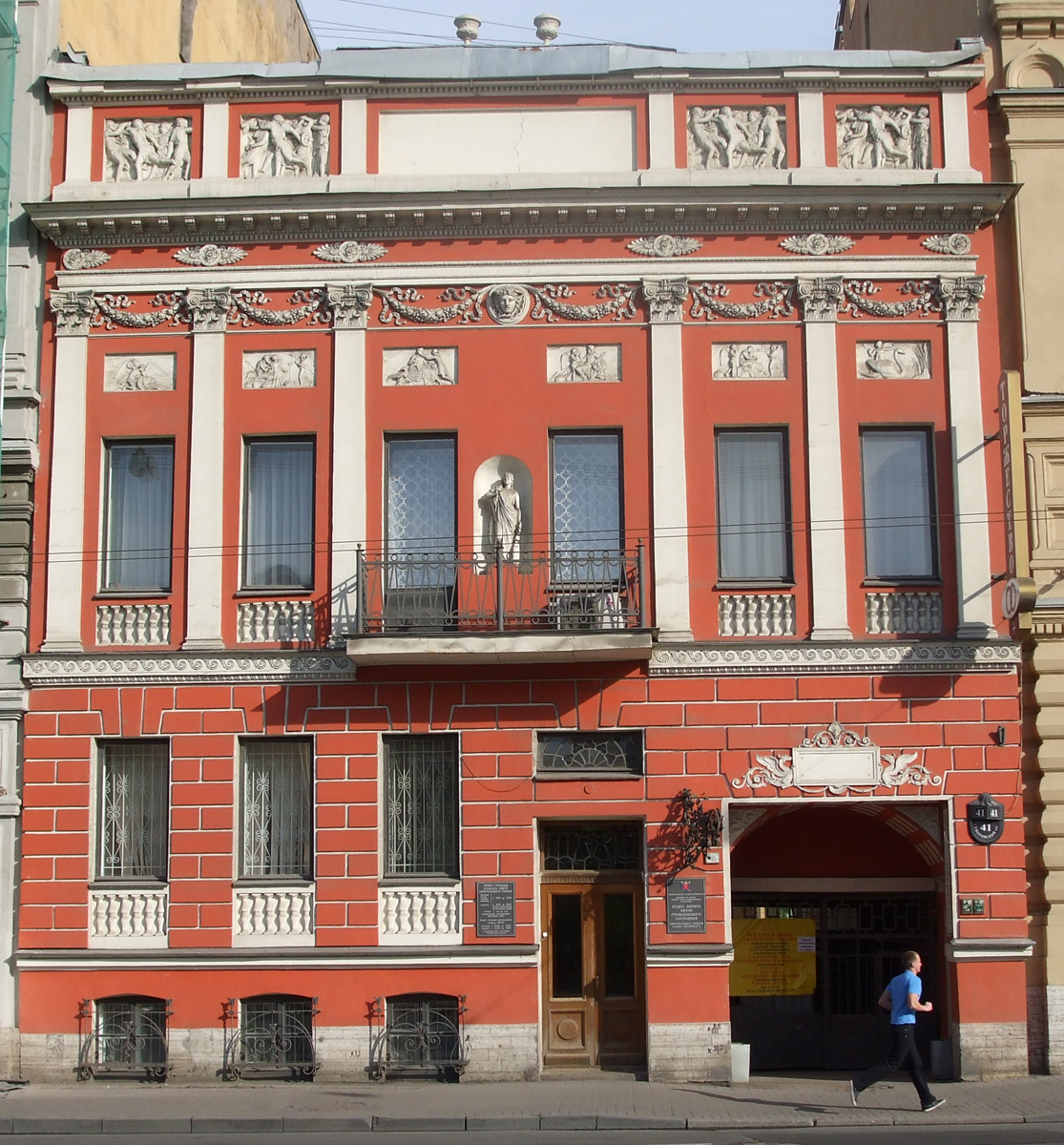
Особняк А. А. Экарева. Суворовский проспект, 41

- Доходный дом (перестройка и новый корпус). Клинский проспект, 25, боковые части (1870)[5];
- Деревянная беседка. Манежная площадь (1871; не сохранилась);
- Особняк А. М. Опекушина. Каменноостровский проспект, 52 — улица Профессора Попова, 24, левая часть. (1877—1878; перестроен)[5];
- Доходный дом. Улица Жуковского, 18 (1879, совместно с М. Ф. Петерсоном)[5];
- Доходный дом. Улица Марата, 41 (1882)[5];
- Памятник В. А. Жуковскому. Александровский сад (1887, скульптор В. П. Крейтан)[5];
- Ремонт Старо-Никольского моста через Крюков канал (1887, перестроен)[2];
- Доходный дом Г. Б. Гейденрейха. Улица Союза Печатников, 18 — 20, левая часть (1889)[5];
- Особняк А. А. Экарева. Суворовский проспект, 41 (1891; перестроен)[5];
- Памятник М. В. Ломоносову. Площадь Ломоносова (1891—1892, совместно с Н. Л. Бенуа; скульптор П. П. Забелло)[5];
- Съезжий дом Спасской части (перестройка). Садовая улица, 58 (1892)[2][8][9];
- Общественный туалет. Садовая улица, 37В (1894; надстроен)[10];
- Доходный дом. Канонерская улица, 7—9 (1898)[5];
- Памятник М. И. Глинке. Александровский сад (1899, скульптор B. П. Пащенко)[5];
- Приделы Покровской церкви. Площадь Тургенева (1899—1902, совместно с С. П. Кондратьевым; не сохранилась)[5].